# Textos ugarítics

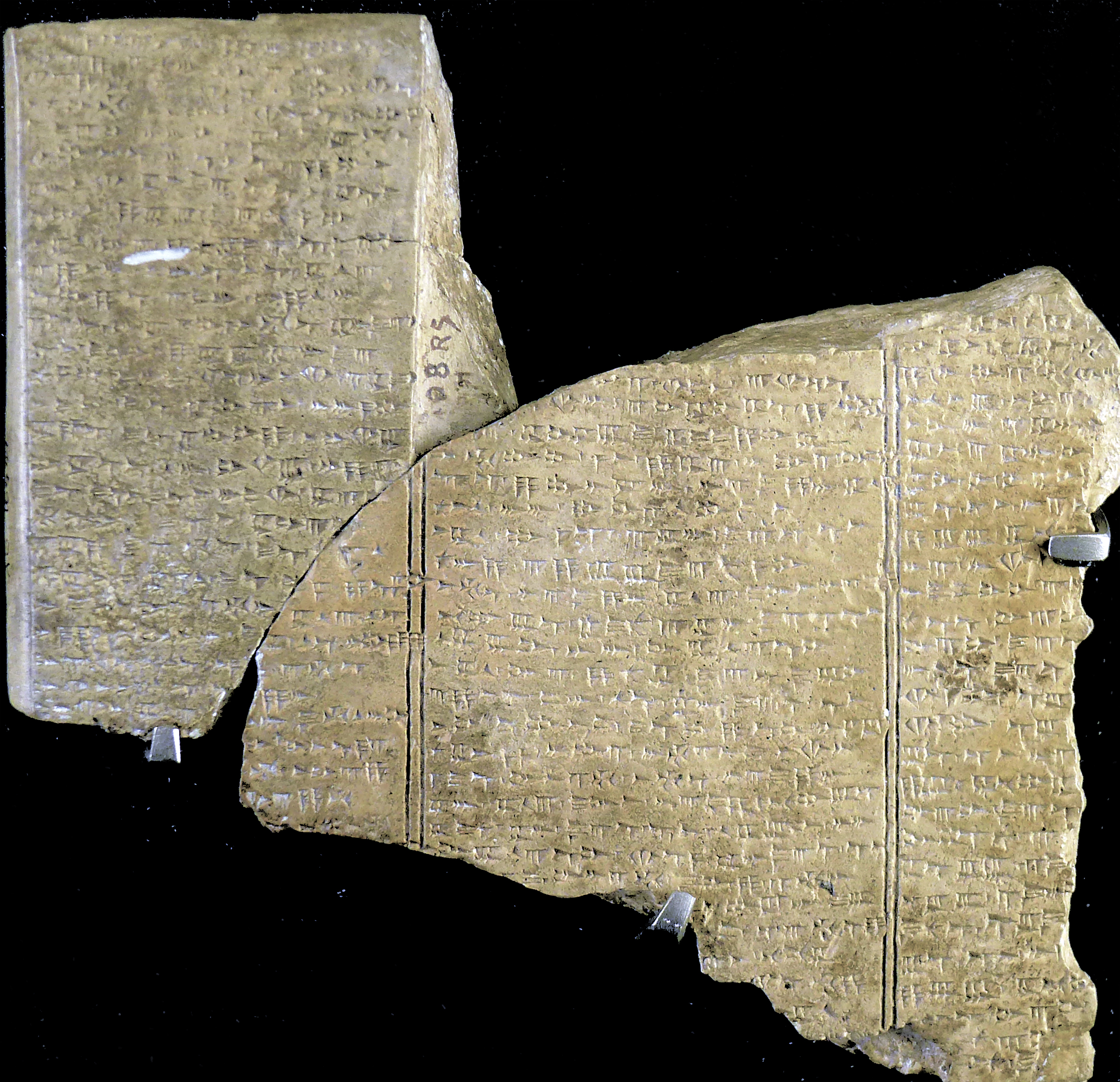
El cicle de Baal, el més famós dels textos ugarítics, exposat al Louvre

Els textos ugarítics són un corpus de textos cuneïformes antics descoberts des de 1928 a Ugarit (Ras Shamra) i Ras Ibn Hani a Síria, i escrits en ugarític, una llengua semítica del nord-oest desconeguda fins llavors. Fins ara se n'han trobat aproximadament 1.500 textos i fragments. Els textos van ser escrits als segles XIII i XII aC.
Els més famosos textos d'Ugarit són els aproximadament cinquanta poemes èpics. Els tres textos literaris principals són el Cicle de Baal, la Llegenda de Keret i el Conte d'Aqhat o Llegenda de Dan-El. La resta de textos inclouen 150 tauletes que descriuen el culte i els rituals ugarètics, 100 cartes de correspondència, un nombre molt reduït de textos legals (es considera que l'acadi va ser la llengua contemporània del dret i els intercanvis internacionals) i centenars de textos administratius o econòmics.
Únics entre els textos d'Ugarit són els primers abecedaris coneguts, llistes de lletres en cuneiforme alfabètic usats segurament com exercici d'aprenentatge de l'escriptura, on no només s'evidencia l'ordre canònic de l'escriptura fenicia, que és bàsicament el de totes les escriptures occidentals actuals, sinó també els noms tradicionals de les lletres de l'alfabet.
Altres tauletes trobades al mateix lloc estaven escrites en altres llengües cuneïformes (sumeri, hurrite i acadi), així com en jeroglífics egipcis i luvians, i alfabet xiprominoic.

## Descobriments

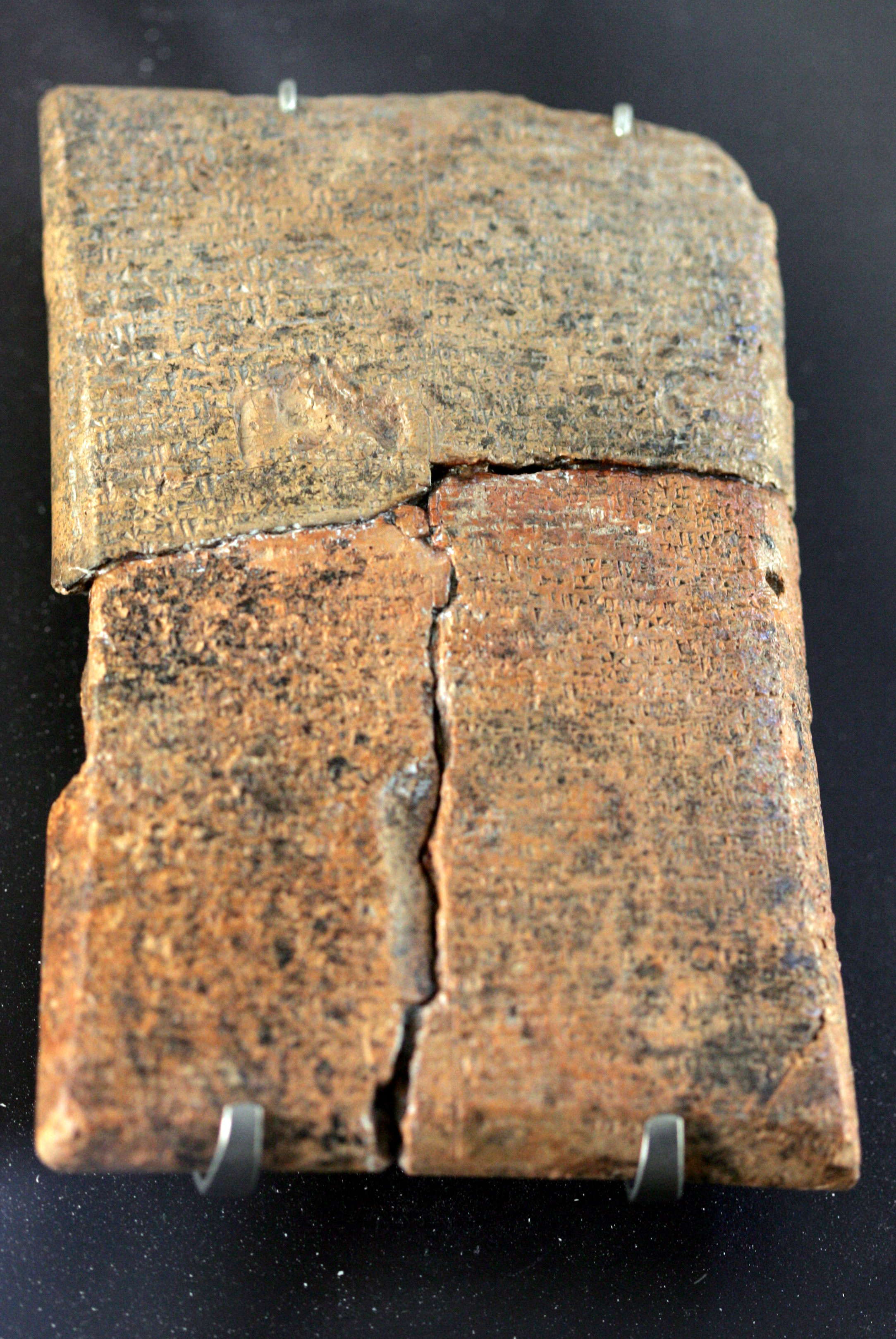
L'èpica Danel, al Museu del Louvre

### Descobriment inicial
A l'excavació de la ciutat d'Ugarit, trobada per casualitat entre 1928 i 1929 a Ras Shamra, a Síria, es van trobar diversos dipòsits de tauletes cuneiformes. Totes daten de l'última fase d'Ugarit, cap al 1200 aC. Els textos estaven escrits en una llengua semítica nord-occidental, fins llavors desconeguda, que es va anomenar ugarític. Altres tauletes trobades al mateix lloc estaven escrites en altres llengües cuneïformes ( sumeri, hurrite i acadi ), així com jeroglífics egipcis i luvians, i xiprominoic.
Les tauletes es van trobar en una biblioteca del palau, en una biblioteca del temple i, aparentment úniques al món en aquell moment, dues biblioteques privades, una d'elles pertanyent a un diplomàtic anomenat Rapanu. Les biblioteques d'Ugarit contenien textos diplomàtics, legals, econòmics, administratius, escolars, literaris i religiosos.

### Excavacions de 1958
Durant les excavacions de 1958 es va descobrir una altra biblioteca de tauletes. Aquestes, però, es van vendre al mercat negre i no es van recuperar immediatament. Les "Tauletes de Claremont Ras Shamra" es troben ara a l'Institut per a l'Antiguitat i el Cristianisme, a l'Escola de Religió de la Claremont Graduate University, Claremont, Califòrnia. Van ser transcrites i publicades per Loren R. Fisher el 1971.

### Excavacions de 1973
Després de 1970, els caps d’expedició que van succeïr Claude Schaeffer van ser Henri de Contenson, Jean Margueron, Marguerite Yon, Yves Calvet i Bassam Jamous, qui des de 2005 ocupa el càrrec de director general d'Antiguitats i Museus. L'any 1973, durant unes excavacions de rescat es va descobrir un arxiu que contenia unes 120 tauletes.

### Excavacions de 1994
L'any 1994 es van descobrir més de 300 tauletes més que dataven de finals de l'Edat del Bronze dins d'un gran edifici de maçoneria de carreu.

## Textos notables

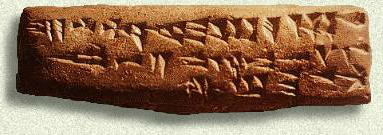
Un abecedarium o exercici d'escriba en alfabet ugarític

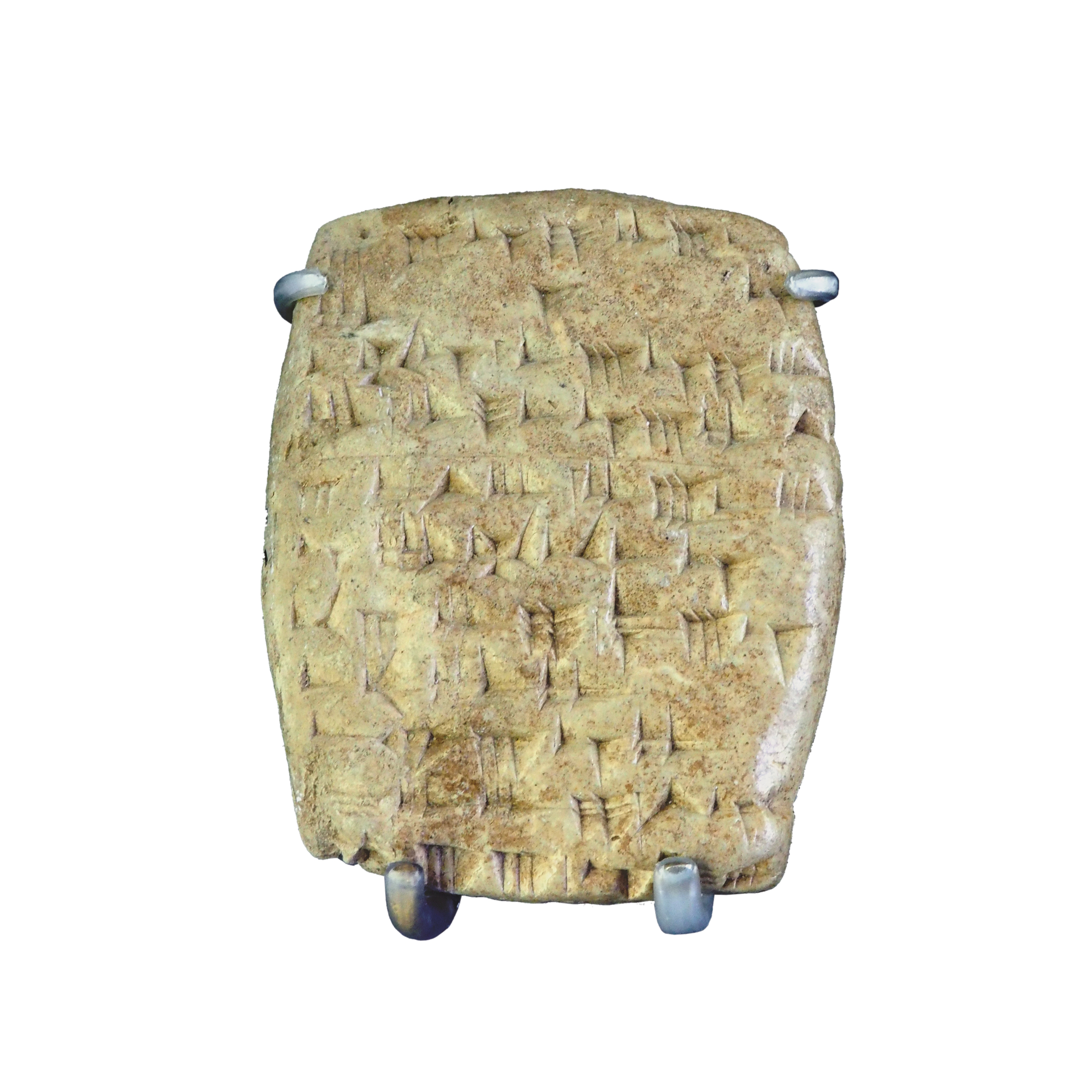
Una carta en ugarític

Fins ara s'han trobat aproximadament 1.500 textos i fragments, tots ells datats als segles XIII i XII aC. El més famós dels textos d'Ugarit són els aproximadament cinquanta poemes èpics  El document literari més important recuperat d'Ugarit és, probablement, el Cicle de Baal, que descriu la base de la religió i el culte del Baal cananeu. Els altres dos textos especialment coneguts són la Llegenda de Keret i el Conte d'Aqhat. La resta de textos inclouen 150 tauletes que descriuen el culte i els rituals ugaritics, 100 cartes de correspondència, un nombre molt reduït de textos legals (es considera que l'acadi va ser la llengua contemporània del dret), i centenars de textos administratius o textos econòmics. Algunes altres tauletes inclouen exercicis d'escriba; alguns d'ells són únics per ser els primers abecedaris coneguts, llistes de lletres en cuneiforme alfabètic, on s'evidencia l'ordre canònic de l'escriptura hebreo-fenicia, i un d'ells fins i tot podria indicar els noms tradicionals de les lletres de l'alfabet.
Les tauletes han estat utilitzades pels estudiosos de la Bíblia hebrea per aclarir textos bíblics hebreus i han revelat maneres en què les cultures de l'antic Israel i Judà van trobar paral·lelismes a les cultures veïnes. Les tauletes revelen paral·lelismes amb les pràctiques israelites descrites a la Bíblia. Per exemple, el matrimoni levirat, que donava al fill gran una part més gran de l'herència, i la redempció del fill primogènit: ambdues eren també pràctiques comunes a la cultura d'Ugarit.

## Recursos
- Manfried Dietrich. The Cuneiform alphabetic texts: from Ugarit, Ras Ibn Hani and other places ("CAT").  Ugarit-Verlag, 1995. Segona edició (i primera en anglès) de la col·lecció estàndard dels textos ugarítics.[12]
- Manfried Dietrich. Die keilalphabetischen Texte aus Ugarit: einschließlich der keilalphabetischen Texte außerhalb Ugarits ("KTU").  Butzon & Bercker, 1976. Primera edició en llengua moderna de la col·lecció estàndard dels textos ugarítics.[12]
- Huehnergard, John. An Introduction to Ugaritic.  Hendrickson Publishers, 2012. ISBN 978-1-59856-820-2.
- Schniedewind, William. A Primer on Ugaritic: Language, Culture and Literature.  Cambridge University Press, 2007. ISBN 978-1-139-46698-1.